# Pingelap
Pingelap é uma das ilhas que constituem os Estados Federados da Micronésia. Ela se destaca pelo alto índice de acromatopsia dos seus habitantes (uma em cada dez pessoas enxerga apenas em preto e branco), sendo, por isso, conhecida também por Ilha dos Daltônicos. Esta cegueira da cor é relativamente rara, mas aparece a miúdo em comunidades com baixa variabilidade genética. Pingelap foi descrita no livro The Island of the Colorblind ("A Ilha dos Daltônicos") pelo neurólogo Oliver Sacks. 
Ainda que pertencente ao estado de Pohnpei, o atol de Pingelap situa-se a várias centenas de quilômetros ao leste de Pohnpei.

## O problema do Daltonismo
Em 1780, a população de Pingelap quase foi extinta devido a um tsunami. Apenas cerca de 20 pessoas sobreviveram — uma delas era o rei.
Acredita-se que ele tinha um problema genético que causa o daltonismo e passou este problema para os muitos descendentes que teve. A distância da ilha para qualquer outro local e uma religião que desestimula o casamento com pessoas de fora de Pingelap manteve a diversidade genética do local relativamente restrita, e permitiu que a mutação sobrevivesse por séculos.